# Sciadonus galatheae
Sciadonus galatheae är en fiskart som först beskrevs av Nielsen, 1969.  Sciadonus galatheae ingår i släktet Sciadonus och familjen Aphyonidae. Inga underarter finns listade i Catalogue of Life.